# Bisdom Tricarico

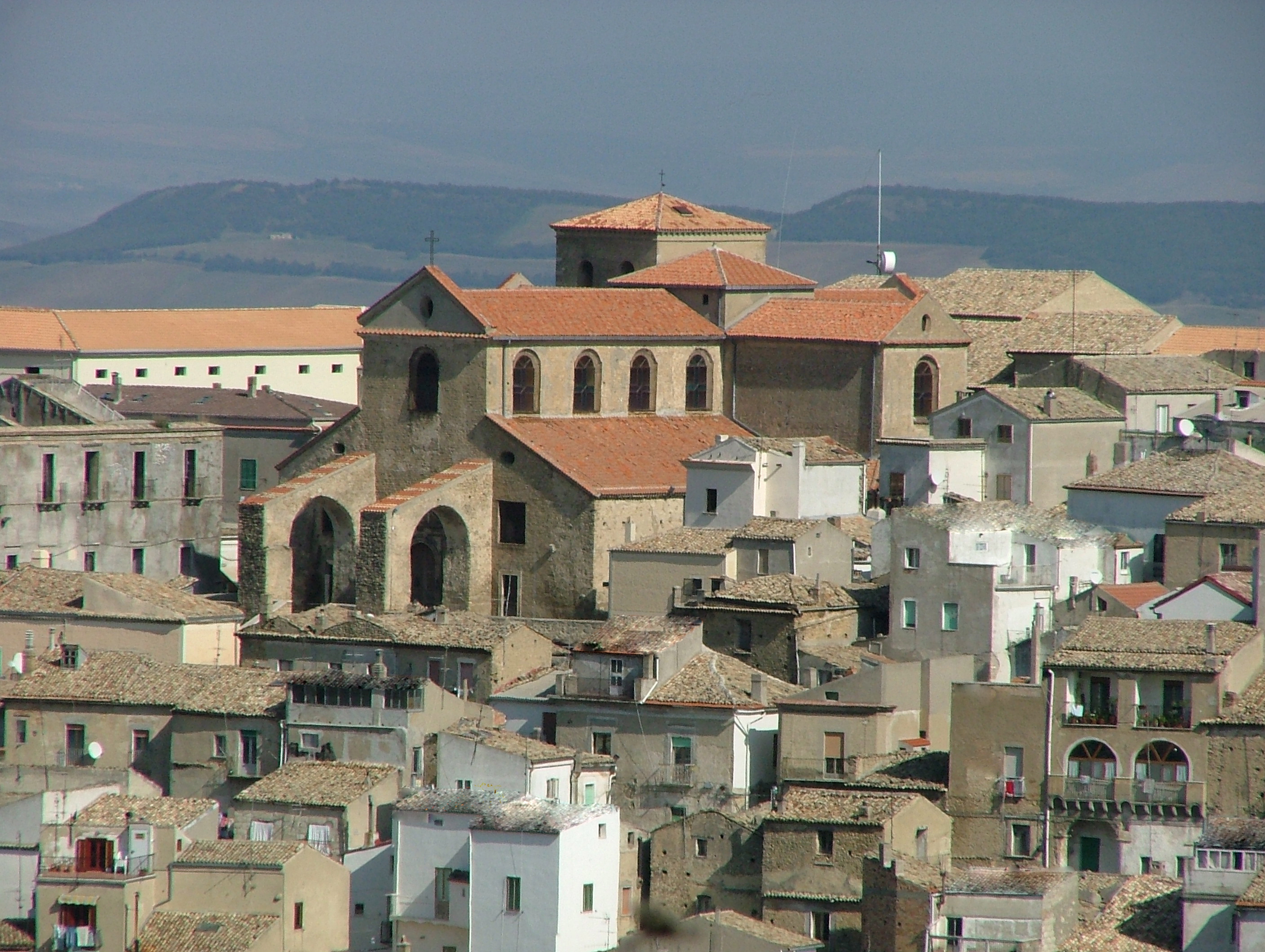
Kathedraal van Tricarico

Het bisdom Tricarico (Latijn: Dioecesis Tricaricensis, Italiaans: Diocesi di Tricarico) is een in Italië gelegen rooms-katholiek bisdom met zetel in de stad Tricarico. Het bisdom behoort tot de kerkprovincie Potenza-Muro Lucano-Marsico Nuovo en is samen met de aartsbisdommen Acerenza en Matera-Irsina en de bisdommen Melfi-Rapolla-Venosa en Tursi-Lagonegro suffragaan aan het aartsbisdom Potenza-Muro Lucano-Marsico Nuovo.

## Geschiedenis
Het bisdom Tricarico werd opgericht in 968. Het was oorspronkelijk een bisdom volgens de Byzantijnse ritus. In 1060 werd deze vervangen door de Romeinse ritus.